# کریستوفر آر. دبلیو. نوینسون
کریستوفر آر. دبلیو. نِوینسون (انگلیسی: Christopher R. W. Nevinson؛ ۱۳ اوت ۱۸۸۹ – ۷ اکتبر ۱۹۴۶) مشهور به سی. آر. دبلیو. نوینسون نقاش منظره‌نگار و چاپگر اهل بریتانیا بود. او از برجسته‌ترین نقاشانی به‌شمار می‌رود که جنگ جهانی اول را به تصویر کشیده‌اند.